# Dil Aashna Hai
Dil Aashna Hai (en hindi: दिल आशना है, en español: El corazón sabe la verdad) es una película romántica de Bollywood, producido y dirigido por Hema Malini bajo H. M. Creations. Se estrenó el 25 de diciembre de 1992. Está protagonizada por Shahrukh Khan, Divya Bharti en los papeles principales junto con Jeetendra, Mithun Chakraborty, Dimple Kapadia, Amrita Singh, Sonu Walia en roles secundarios, con música compuesta por Anand-Milind. Esta fue la primera película que Shahrukh Khan firmó en 1991, pero debido a retrasos, Deewana se terminó lanzando primero, lo que marcó su debut en Bollywood. La película está adaptada de la miniserie de televisión Lace, que se basó en la novela del mismo nombre de la autora Shirley Conran.

## Argumento
Laila (Divya Bharti), criada en un burdel, es bailarina de cabaret en el hotel de cinco estrellas de Digvijay Singh (Kabir Bedi). Un día, Laila recibe una llamada telefónica de su madre que está en su lecho de muerte y le dice una verdad impactante de que ella no era su verdadera madre, y que Laila era una niña adoptada.
Karan (Shahrukh Khan) se enamora de Laila y decide ayudarla en la búsqueda de su verdadera madre. Su búsqueda los lleva a Razia (Farida Jalal), quien divulga que hace 18 años, había tres chicas en su universidad: Barkha (Dimple Kapadia), Raaj (Amrita Singh) y Salma (Sonu Walia). Estaban enamorados de sus respectivos novios: Sunil (Mithun Chakraborty), el Prince Arjun (Jeetendra) y Akram (Naseer Abdullah). Un día descubrieron que una de ellas está embarazada. Le quitan una casa a Razia y hacen que entreguen al bebé. Pronto, cuando el bebé tiene seis meses, la envían a Razia y le prometen que quien sea el primero en casarse la adoptará, y la llaman Sitara. Karan descubre que Barkha es ahora el ministro de salud y riqueza, Raaj está entrenando caballos para polo y se ha casado con Arjun, y Salma es la directora de St. Teresa (la universidad en la que estudió) y se ha casado con Akram. También ya no están en contacto entre sí.
Karan y Laila invitan a las tres mujeres, dándoles diferentes razones para la invitación. Después de un espectáculo de danza de Laila, cuando Laila / Sitara los confronta, se dan la vuelta y se van. Se revela que Salma fue la primera en casarse, pero tenía miedo de contarle a sus suegros sobre Sitara. Digvijay Singh arroja a Laila fuera de su hotel, y cuando está a punto de ser atacada por una pandilla callejera, el Prince Arjun la rescata y la lleva a su casa. Durante una fiesta de Diwali, una persona insulta a Sitara frente a todos y luego Barkha confiesa que ella es la madre de Sitara. Mientras está a punto de ir a entregar su carta de renuncia, Sitara le pregunta acerca de su padre y Barkha le dice que se fue a Estados Unidos para algún tipo de entrenamiento militar y que nunca más volvió a saber de él. Raaj y Salma vienen a visitar a Sitara, mientras que Barkha ha renunciado a su trabajo. Sin embargo, algunos matones enviados por Digvijay Singh y Govardhan Das secuestran a Sitara, Raaj y Salma. Karan va a rescatarlos con Barkha y Prince, mientras lucha, de repente Sunil aparece como oficial de la marina. Uno de los matones está a punto de dispararle a Karan cuando Digvijay Singh viene y dispara al matón y acepta a Sitara.

## Reparto
- Shahrukh Khan como Karan Singh.
- Divya Bharti como Laila/Sitara.
- Mithun Chakraborty como Sunil.
- Jeetendra como Prince Arjun Singh.
- Dimple Kapadia como Barkha.
- Amrita Singh como Rajlaxmi.
- Sonu Walia como Salma.
- Kabir Bedi como Digvijay Singh.
- Raza Murad como Goverdhan Das.
- Satyendra Kapoor
- Amarjeet Mukherjee como Chandu.
- Nassar Abdulla como Akram Allahabadi Baig.
- Beena Banerjee como Shobha.
- Sushma Seth como Sra. Baig
- Sulabha Deshpande
- Farida Jalal como Razia.

## Banda sonora
El álbum de la banda sonora fue lanzado el 1 de diciembre de 1992.

Toda la música compuesta por Anand-Milind. 
| Dil Aashna Hai |                                       |                                                                                                   |          |  |
| N.º            | Título                                | Cantante(s)                                                                                       | Duración |  |
| 1.             | «Ladki Aisi Honi Chahiye (Dialogues)» | Shahrukh Khan                                                                                     | 0:21     |  |
| 2.             | «Rangeen Haseen Raat Ho»              | Kavita Krishnamurthy                                                                              | 5:59     |  |
| 3.             | «Dil Aashna Hai (Duet)»               | Suresh Wadkar, Sadhana Sargam                                                                     | 5:01     |  |
| 4.             | «Ho Abhi To Hui Jawan»                | Kavita Krishnamurthy                                                                              | 6:38     |  |
| 5.             | «Bhool Ke Din»                        | Sudesh Bhosle, Abhijeet, Bhupinder Singh, Kavita Krishnamurthy, Sadhana Sargam, Padmini Kolhapure | 6:22     |  |
| 6.             | «Dil Aashna Hai»                      | Sadhana Sargam                                                                                    | 3:12     |  |
| 7.             | «Ek Dil Ek Jaan Ek Hai Humara, Pt. 1» | Aparna, Sadhana Sargam, Kavita Krishnamurthy                                                      | 4:09     |  |
| 8.             | «Ek Dil Ek Jaan Ek Hai Humara, Pt. 2» | Kavita Krishnamurthy, Sadhana Sargam, Aparna                                                      | 3:58     |  |
| 9.             | «Kisi Ne Bhi To Na Dekha»             | Pankaj Udhas                                                                                      | 6:03     |  |
| 41:43          |                                       |                                                                                                   |          |  |